# Al-Kashi
Pour les articles homonymes, voir Kashi (homonymie).
Al-Kashi ou Al-Kachi (« le natif de Kachan »), de son nom complet Ghiyath ad-Din Jamshid Mas`ud al-Kashi (Ghiyâth ad-dîn : « secours de la religion », mas`ûd : « heureux », ĵamšid : « Yama le brillant » en persan), est un mathématicien et astronome perse (v. 1380, Kachan (Territoire mozaffaride) – 1429, Samarcande (Empire timouride)).

## Biographie
Dans les années qui suivirent une éclipse de lune à laquelle il assista en 1406 à Kachan, al-Kashi rédigea plusieurs ouvrages astronomiques. Ses Khaqani zij (Tables du grand khan) furent dédiées à Shah Rukh ou au fils de celui-ci, Ulugh Beg, sultans de la dynastie timouride.
Ulugh Beg invita al-Kashi à Samarcande en 1420, année de l'ouverture de la médersa qui porte son nom. Al-Kashi y enseigna avec Qadi-zadeh Roumi, le professeur d'Ulugh Beg, et probablement Ulugh Beg lui-même.

## Contributions

### Astronomie
Avant la construction de l'observatoire de Samarcande, les observations étaient réalisées à la médersa. Al-Kashi joua un rôle important dans la conception de l'observatoire, inauguré vers 1429, et de ses instruments d'astronomie.
Les travaux menés par Ulugh Beg, Qadi-zadeh Roumi, al-Kashi et quelque soixante autres savants aboutirent à la publication des Tables sultaniennes (Zij-é solTâni, en persan), parues en 1437 mais améliorées par Ulugh Beg jusque peu avant sa mort en 1449. Les données des Khaqani zij y furent bien sûr utilisées.
Des lettres écrites en persan par al-Kashi à son père décrivent en détail la vie scientifique à Samarcande à cette époque. Seuls Qadi-zadeh Roumi et Ulugh Beg trouvent grâce à ses yeux. Al-Kashi était d'un tempérament peu raffiné, mais Ulugh Beg le traitait avec bienveillance du fait de ses compétences.

### Mathématiques

#### Loi des cosinus

Fig. 1 - Notations usuelles dans un triangle quelconque.

La loi des cosinus s'énonce de la façon suivante :
Soit un triangle ABC, dans lequel on utilise les notations usuelles exposées sur la figure 1 : d'une part α, β et γ pour les angles et, d'autre part, a, b et c pour les longueurs des côtés respectivement opposés à ces angles. Alors l'égalité suivante est vérifiée :
{\displaystyle c^{2}=a^{2}+b^{2}-2ab\ \cos \ \gamma .}
Al-Kashi est crédité de l'énonciation de ce théorème dans son livre Miftah al-hisab (« Clé de l'arithmétique »).

#### Risala al-mouhitiyy(«Traité de la circonférence») et calcul deπ
En 1424, dans son ouvrage intitulé Risala al-mouhitiyy (« Traité de la circonférence »), à partir de la méthode des polygones d'Archimède, en utilisant exclusivement la base 60 (sexagésimale), al-Kashi calcule 10 chiffres sexagésimaux de π, soit 16 chiffres décimaux exacts.
Il publie ainsi le calcul suivant :
2π = 6 × 600 + 16 × 60−1 + 59 × 60−2 + 28 × 60−3 + 1 × 60-4 + 34 × 60-5 + 51 × 60-6 + 46 × 60-7 + 14 × 60-8 + 50 × 60-9,
ce qui donne, en décimal : π = 3,1415926535897932…
La valeur la plus précise obtenue jusque-là était celle du mathématicien chinois Zu Chongzhi (vers l'an 465) qui, par la méthode des périmètres, avait obtenu l'encadrement : 3,1415926 < π < 3,1415927.

Vers 1410, et de manière indépendante, le mathématicien indien Madhava avait déjà obtenu 11 décimales de π à l'aide d'une variante de la formule de Gregory.
Ce record sera battu 170 ans plus tard, en 1596, par l'Allemand van Ceulen, avec 20 décimales.

#### Miftah al-hisab(«Clé de l'arithmétique»)
Dans cette œuvre terminée en 1427, Al-Kashi utilise l'arithmétique pour résoudre des problèmes relevant de divers domaines tels que l'astronomie, la finance ou l'architecture.

### Instruments
Al-Kashi est l'inventeur d'une sorte de calculateur analogique permettant de faire des interpolations linéaires, opérations très courantes en astronomie,,.

## Œuvres (sélection)
- Jamshīd ibn Masʻūd Kāshī (auteur), Edward Stewart Kennedy (dir.) et Mary Helen Kennedy (dir.), Al-Kāshī's geographical table, vol. 77, partie 7, de Transactions of the American Philosophical Society, 1987  (ISBN 0871697785 et 9780871697783)
- Gamšīd Ġiyāṯ al-Dīn al-Kāšī (auteur), Aḥmad Saʿīd al-Damirdāš (dir.), Muḥammad Ḥamdī al-Ḥifnī al-Šayẖ (dir.), مفتاح الحساب (Miftāḥ al-ḥisāb), Le Caire, 1967 (Clé de l'arithmétique) — Ouvrage dédié à Oulough Beg[8]